# Gérard Jaumain
Gérard Jaumain (Sauvenière, 12 februari 1944 – Gembloers, 24 september 1995) was een Belgisch lid van het Waals Parlement.

## Levensloop
Jaumain werkte als onderwijzer in Waver. Als militant van de PS kwam hij in contact met Bernard Anselme en werd later attaché op diens kabinet en diens politiek secretaris. In januari 1992 werd hij de voorzitter van de PS-afdeling van het arrondissement Namen.
In oktober 1982 werd hij verkozen tot gemeenteraadslid van Gembloers. Van 1983 tot 1988 was hij er schepen en vervolgens werd hij in 1989 burgemeester van Gembloers, wat hij zou blijven tot aan zijn onverwachte overlijden in september 1995.
In juli 1995 volgde hij Waals minister Bernard Anselme op als lid van het Waals Parlement en van het Parlement van de Franse Gemeenschap. Wegens zijn onverwachte dood enkele maanden later, zou hij er niet lang zetelen.